# Somatina anthophilata
Somatina anthophilata là một loài bướm đêm trong họ Geometridae.